# Kennedy Nwanganga
Kennedy Nwanganga est un footballeur nigérian né le 15 août 1990 à Lagos. Il évolue au poste d'attaquant au KVC Westerlo en prêt du RC Genk.

## Palmarès
- Champion de Belgique en 2011 avec le KRC Genk
- Vainqueur de la Supercoupe de Belgique en 2011 avec le KRC Genk